# Eduardo Inda
Eduardo Inda Arriaga (Pamplona, 15 de julio de 1967) es un periodista español. Entre 2002 y 2007 fue director del diario El Mundo en las Islas Baleares y desde julio de 2007 hasta marzo de 2011 director del periódico deportivo Marca, volviendo luego a la dirección de El Mundo. Actualmente es director de Okdiario, fundado por él, además de participar en diversas tertulias radiofónicas o televisivas, como El chiringuito de Jugones, Es la mañana de Federico, El programa de Ana Rosa, La Sexta noche o Al rojo vivo.

## Biografía

### Inicios
Eduardo Inda es licenciado en Ciencias de la Información por la Universidad de Navarra. Empezó su trabajo en Antena 3 Radio. De ahí pasó al diario ABC, primero como corresponsal de deportes en Navarra, y luego en la redacción central del periódico.
En 1994, se incorporó a la redacción del diario El Mundo en Madrid, primero cubriendo información local, y luego información nacional como corresponsal en el Palacio de la Moncloa.

### Director deEl Mundoen las Islas Baleares (2002-2007)
En 2002 fue nombrado director de la edición de El Mundo en las Islas Baleares. Durante esta época, algunos medios han criticado la vinculación del diario con el Partido Popular de Baleares, en beneficio de su presidente Jaume Matas, intentando influir en su elección como presidente balear, hecho que finalmente se produjo en 2003.

### Director deMarca(2007-2011)

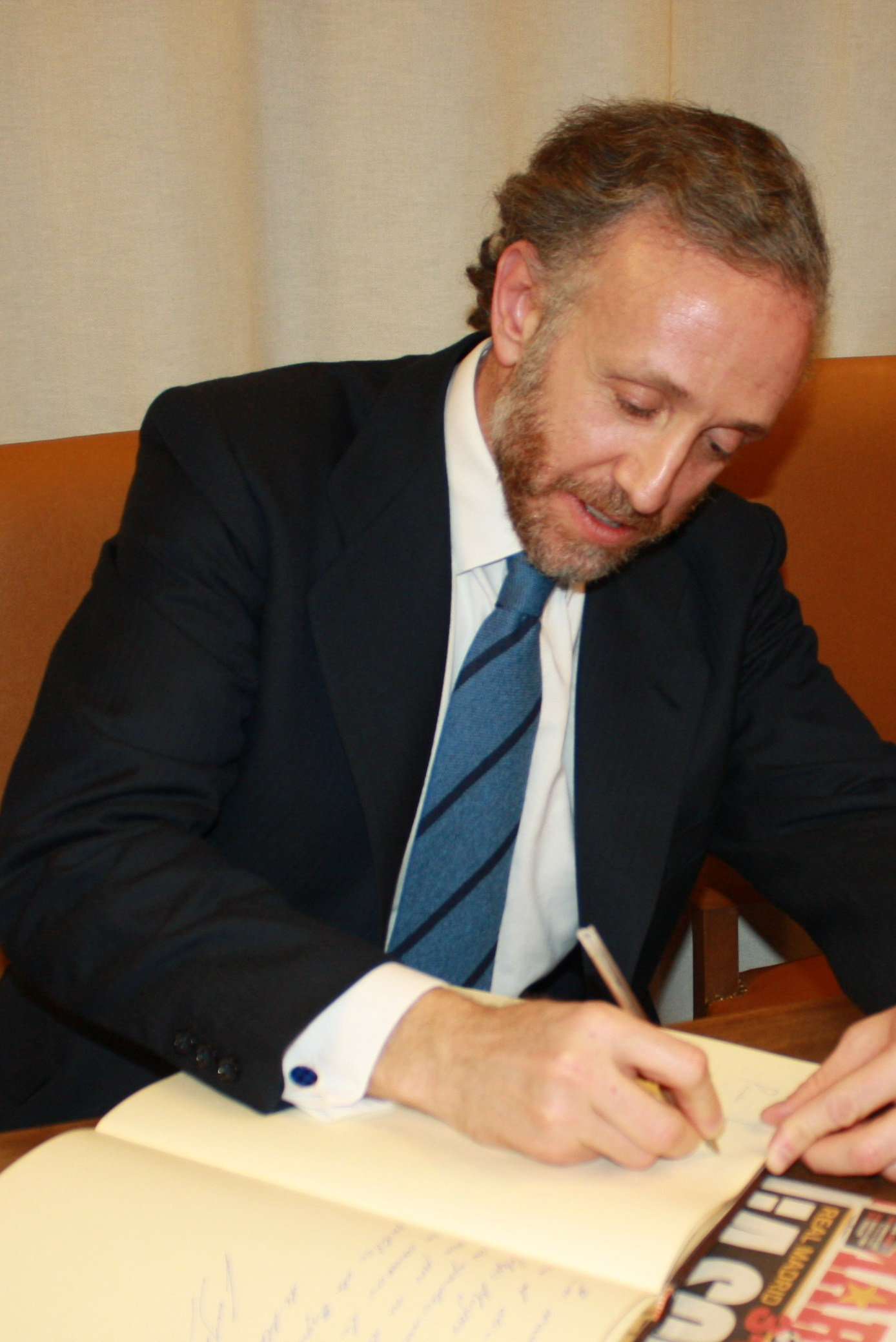
Eduardo Inda, en una conferencia en el Colegio Mayor Elías Ahúja de Madrid en 2011.

En 2007, tras la compra del Grupo Recoletos por parte de Unidad Editorial, propietaria de El Mundo, fue nombrado director del diario deportivo Marca, en sustitución de Alejandro Sopeña.
La llegada de Inda a Marca significó un cambio en la línea editorial del periódico, lo que supuso el desacuerdo de una importante parte de los redactores del diario, como la de su director adjunto Santiago Segurola. Según algunas fuentes, fue el propio Pedro J. Ramírez quien evitó que Inda despidiera a Segurola por estas desavenencias. El propio Inda publicó una columna semanal titulada 'Los puntos sobre las íes', muy similar formalmente a los artículos que su mentor, Pedro J. Ramírez, publicaba cada domingo en El Mundo.
Los críticos hacia esta marcada línea editorial le acusaron de sensacionalismo y de amarillismo, lo que dio origen incluso a páginas web cuya única finalidad era evaluar los contenidos del periódico.
En enero de 2009, el diario Marca destapó irregularidades en la última asamblea general de socios del Real Madrid y acusó textualmente en su portada al entonces presidente, Ramón Calderón, de «robar la Asamblea». Calderón dimitió a los pocos días, pero sus desavenencias con el diario no cesaron ahí. En marzo de 2010, declaró públicamente que «el diario Marca está dirigido por un psicópata», en clara alusión a Inda.
Otro de los presuntos objetivos del diario bajo la dirección de Inda fue el entrenador del Real Madrid Manuel Pellegrini. Se atribuyó a Marca una agresiva campaña contra Pellegrini, con el fin de forzar su salida del equipo. Esta campaña incluyó titulares como «Adiós, Champions. Adiós, Pellegrini», tras la eliminación del Real Madrid de la Liga de Campeones de la UEFA 2009-10 ante el Olympique de Lyon, y otras sugiriendo posibles sustitutos para el técnico chileno. Tras el cese de Pellegrini al finalizar la temporada, el principal diario de Chile, El Mercurio, acusó directamente a Marca de organizar la campaña que le costó el puesto al técnico. La portada en la que se anunciaba que Pellegrini no iba a continuar en el Real Madrid estaba marcada con el titular «Estás despedido, Manolo».
En noviembre de 2010, Libertad Digital informó de que un grupo de Facebook que pedía la dimisión de Inda como director del diario contaba con más de 30 000 internautas. No obstante, Marca siguió siendo líder de ventas de diarios deportivos impresos nacionales bajo su dirección, con 284 273 ejemplares mensuales vendidos en promedio durante 2009.
Durante el tiempo que ocupó la dirección, Eduardo Inda también fue comentarista esporádico de la cadena de televisión La Sexta, y tertuliano del programa Directo Marca de Radio Marca.
Después de cuatro años al frente de Marca, el 19 de marzo de 2011 Unidad Editorial le designó como nuevo director general de Veo7, canal de televisión del grupo, en sustitución de Ernesto Sáenz de Buruaga, un cargo que habría de ocupar en las semanas siguientes al anuncio. Algunos medios interpretaron que su inminente salida de Marca habría sido debida a su controvertida actividad al frente del diario.

### Regreso aEl Mundo(2011-2014)
Tras su retorno como reportero a El Mundo, fue imputado, junto con Esteban Urreiztieta, en noviembre de 2012 por un juzgado de Barcelona, por los delitos de calumnias e injurias, tras ser denunciado su diario por Artur Mas, querella que fue finalmente sobreseída en octubre de 2013. Mas había sido acusado en El Mundo de desvío de fondos a cuentas corrientes en el extranjero.
Desde 2013 fue colaborador habitual del programa de televisión La Sexta noche.
En diciembre de 2014 deja de pertenecer a la plantilla de El Mundo.

### Fundador deOkdiario(2015-actualidad)
Tras dejar El Mundo, fundó el nuevo diario digital Okdiario.com. Este diario ha sido acusado desde otros medios de manipular las noticias para crear controversia. Según un estudio de la Universidad de Valencia, en noviembre de 2017, era el medio de comunicación peor valorado de España.

#### Ferrerasgate
El 9 de julio de 2022 el medio digital Crónica Libre publicó unos audios grabados por José Manuel Villarejo en los que éste mantiene una conversación con Antonio García Ferreras y Mauricio Casals entre otros. En dicha conversación, el periodista declara que pocas semanas antes de las elecciones generales de 2016 difundió una información no contrastada y «demasiado burda» publicada por el periódico digital Okdiario, dirigido por Inda, y Factoresdepoder.com, en la que se atribuía a Pablo Iglesias la titularidad de una presunta cuenta en el paraíso fiscal de las Islas Granadinas en la que el Gobierno venezolano le habría ingresado 272 325 dólares el mismo día en que Podemos se inscribía como partido político. Dicha información fue desmentida por Pablo Iglesias, por el banco Euro Pacific Bank y por el Gobierno venezolano, y las denuncias presentadas contra Iglesias fueron archivadas por los tribunales, demostrándose que la información facilitada por OKdiario para la elaboración de la noticia era una falsificación.

## Condenas por informaciones falsas
- Eduardo Inda y Okdiario, condenados por negarse a rectificar información falsa sobre Rubén Sánchez[39]
- La Audiencia de Madrid condenó por segunda vez a Inda y Okdiario por no rectificar una noticia falsa sobre Rubén Sánchez.[40]
- Nueva condena a Eduardo Inda por mala praxis informativa.[41]
- En 2023 fue condenado de nuevo por vulneración del honor.[42]